# Under bryggan
Under bryggan (engelska: Under the Boardwalk) är en amerikansk animerad komedifilm från 2023. Filmen är regisserad av David Soren och Chris Kirshbaum. Filmen hade premiär i USA den 27 oktober 2023.

## Handling
Filmen utspelar sig vid Jersey Shore och kretsar kring en landkrabba som förälskar sig i en havskrabbsturist. När en storm kastar duon långt hemifrån leder deras kärlek dem ut på ett äventyr.

## Rollista (i urval)

### Engelska originalröster
- Keke Palmer – Ramona
- Michael Cera – Armen
- Bobby Cannavale – Bobby
- Russell Brand – Mako
- John Magaro – Manny
- Jon Rudnitsky – Jimmy
- Steven Van Zandt – Bruno
- Vanessa Bell Calloway – Val
- Shoshannah Stern – Shelly
- Ron Funches – Anemone
- Mario Cantone – Mr. Cacciatore
- Gideon Adlon – Denise
- Liza Tarbuck – Camille
- Lesli Margherita – Etta
- Cassandra Scerbo – Loretta
- Phil LaMarr – Big Sal
- Steven Schirripa – Mr. Marinara
- Sharon Angela – Mrs. Marinara